# Листові конструкції

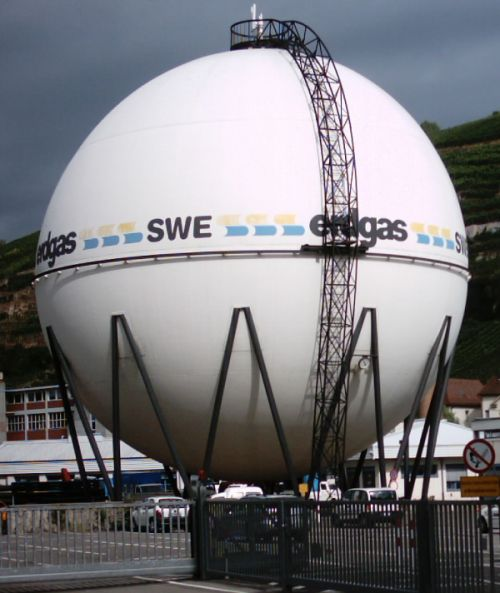
Листова конструкція (газгольдер) сферичної форми

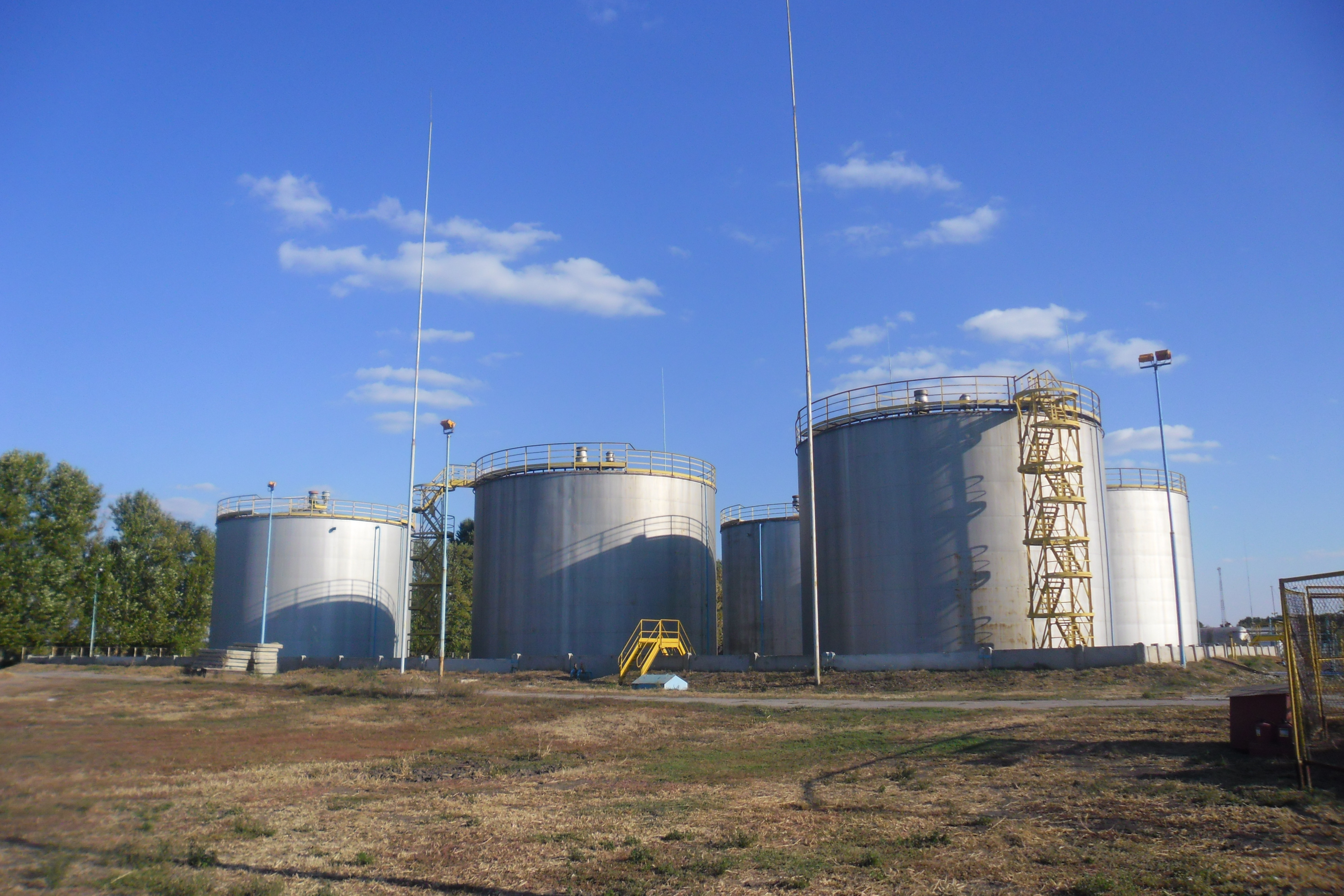
Резервуарний парк для зберігання рідинних продуктів

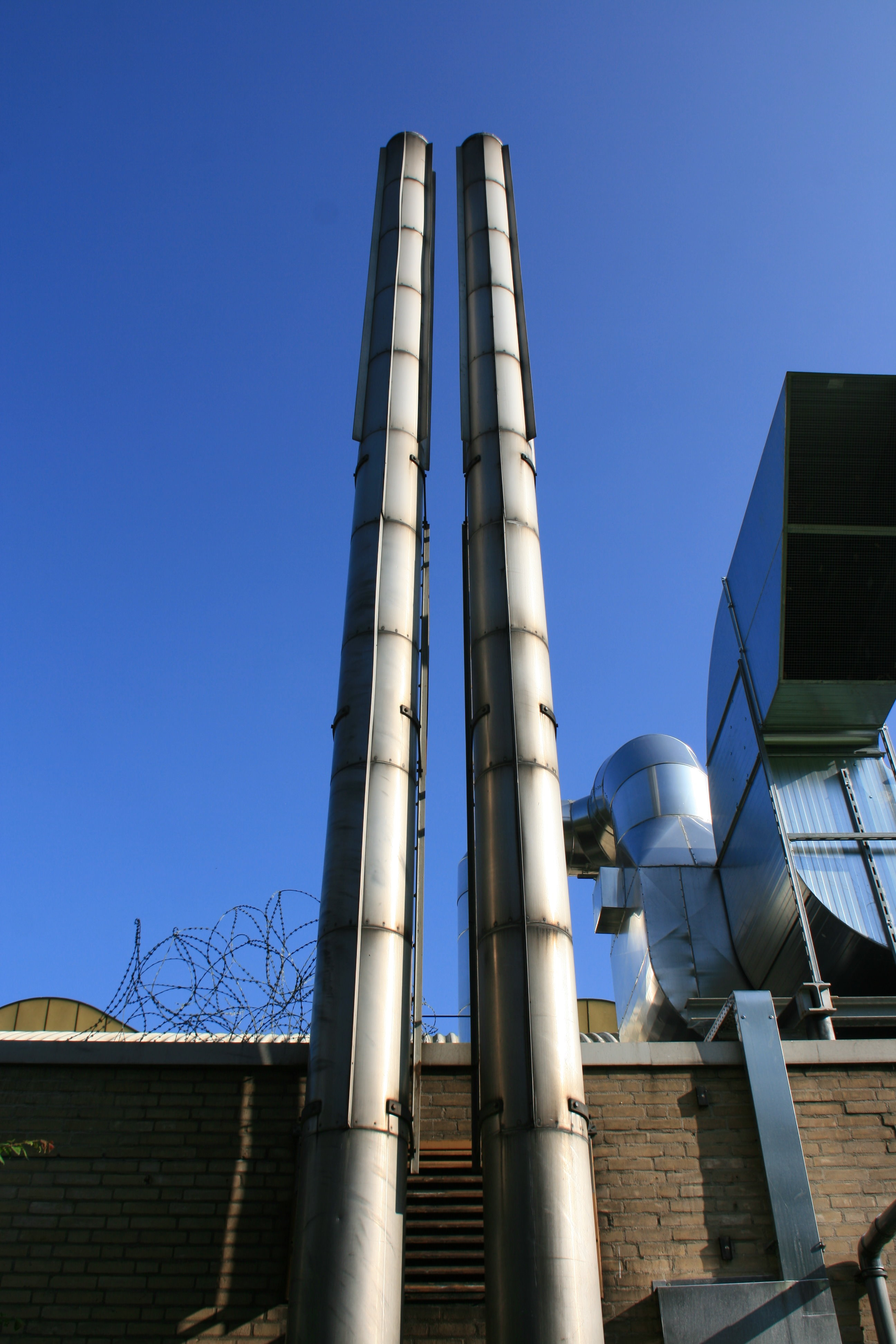
Листова конструкція (димова труба) циліндричної форми

Листові́ констру́кції (англ. steel-plate structures) — тонкостінні просторові конструкції, виготовлені переважно з листових металевих матеріалів (сталі, сплавів алюмінію, титану тощо), що становлять головну частину споруди. Листові конструкції виконуються у вигляді оболонок (при спорудженні ємкостей) або полотнищ і просторових покриттів (в огороджувальних конструкціях будівель). Вибір раціональної форми листової конструкції забезпечує їх роботу на розтягування при дії навантажень, тобто дозволяє якнайповніше використовувати міцнісні властивості металу.

## Різновиди
Листові конструкції застосовують у будівництві, суднобудуванні, транспортному машинобудуванні тощо. Вони призначені для зберігання газоподібних, рідких чи сипучих матеріалів або їх технологічної переробки.
У зв'язку з цим розрізняють такі види листових конструкцій:
- газгольдери — для зберігання й розподілу газів;
- резервуари для зберігання води, нафтопродуктів та інших рідин;
- бункери для зберігання сипучих тіл (піску, вугілля, цементу тощо);
- спеціальні конструкції металургійної, хімічної та інших галузей промисловості (кожухи доменних печей, повітронагрівники, автоклави, різноманітні великі хімічні апарати тощо);
- димові труби й трубопроводи великих діаметрів, що використовуються на металургійних, хімічних та інших заводах, гідроелектростанціях тощо.

## Конструктивні особливості
Металеві оболонки призначаються для роботи не лише як конструкції, що сприймають різні навантаження, але також як посудини, завдяки щільності металу та його газо- і водонепроникності. Тому з'єднання (стики) листів в оболонках повинні бути не лише міцними, але і герметичними.
Листові конструкції переважно є оболонками обертання (циліндричними, сферичними, конічними тощо), тобто мають найвигіднішу форму при впливі на них навантажень від газоподібних і рідких тіл.

## Технологічні особливості виготовлення
Елементи таких конструкцій — оболонки і плескаті пластини — виготовляють переважно вальцюванням, гнуттям або листовим штампуванням. Основним і найекономічнішим способом міцнощільного з'єднання їх є зварювання. Габаритні листові конструкції порівняно невеликих мас і розмірів складають і зварюють на заводах, переміщують у готовому вигляді Негабаритні листові конструкції, що їх не можна транспортувати, монтують на місці з попередньо зварених блоків.